# Corpse Party
 (octobre 2016).
Si vous disposez d'ouvrages ou d'articles de référence ou si vous connaissez des sites web de qualité traitant du thème abordé ici, merci de compléter l'article en donnant les références utiles à sa vérifiabilité et en les liant à la section « Notes et références ».
Corpse Party (コープスパーティー, Kōpusu Pātī) est une franchise de jeux vidéo d'horreur japonaise réalisée par Makoto Kedouin (祁答院　慎, Kedouin Makoto).
Le premier jeu, intitulé Corpse Party, est sorti en avril 1996 sur PC-9801 et fut développé par Team GrisGris avec le logiciel RPG Maker. Les jeux suivants sortiront sur PC mais surtout sur PlayStation Portable avec le dernier titre à venir, Corpse Party : BloodDrive, prévu pour la PS Vita. À noter que les deux titres PSP Corpse Party : BloodCovered Repeated Fear et Corpse Party : Book of Shadows ont été portés pour le marché américain par Xseed Games. Enfin, une série dérivée a vu le jour avec le premier jeu Corpse Party 2 : Dead Patient sorti en 2013 sur PC.
La franchise a également connu des adaptations en mangas ainsi qu'en Original video animation. La popularité du premier jeu a par ailleurs incité de nombreux fans à produire leurs propres opus (essentiellement avec RPG Maker) basés sur le même univers.

## Présentation générale
Le premier jeu présente les péripéties de cinq adolescents qui se retrouvent piégés dans l'école primaire des Dieux Célestes (天神小学校, Tenjin Shōgakkō) où règne une fille habillée en rouge : Sachiko Shinozaki. De nombreux pièges et fantômes de précédentes victimes vont tenter de tuer les protagonistes tandis qu'ils essayent de s'enfuir de cet endroit, ce qui va les pousser à découvrir les mystères et atrocités qui se sont déroulés il y a plus de 50 ans. Le jeu propose les descriptions suivantes pour les protagonistes :
1. Satoshi Mochida (17 ans) : En deuxième année au high school de l'Académie Kisaragi, Satoshi est un peu timide et certains diraient même que c'est un lâche, mais il ferait n'importe quoi pour sa petite sœur. On peut compter sur lui en cas de problème. Il s'agit du personnage principal du jeu. Naomi et lui ont une petite rivalité de pouvoir ;
2. Naomi Nakashima (16 ans) : Depuis le collège, Satoshi et elle ont toujours eu des relations tendues. Elle l'a toujours salué d'un « J'en ai ma CLAQUE de toi ! » Paradoxalement, elle a secrètement un faible pour lui ;
3. Yuka Mochida (14 ans) : La petite sœur de Satoshi. En seconde année au collège de l'Académie Kisaragi. Elle se retrouve embarquée dans cette histoire alors qu'elle amenait un parapluie à son frère. Gâtée par sa famille, elle se conduit comme une enfant ;
4. Yoshiki Kishinuma (17 ans) : Bien qu'il semble rebelle et un peu cynique, il est juste franc et honnête. C'est pourquoi il n'a pas trop résisté lorsqu'il a été désigné par scrutin dans le comité de classe. Et aussi pourquoi il est venu préparer le festival culturel du lycée à la dernière minute ;
5. Ayumi Shinozaki (16 ans) : La déléguée de classe qui aime effrayer les gens. Elle adore raconter des histoires de fantômes et la rumeur dit que c'est pour cela qu'elle a toujours des bougies avec elle. C'est en fait pour cacher sa propre peur qu'elle raconte ces histoires ;
6. Seiko Shinohara (16 ans) : C'est la meilleure amie de Naomi. Elle est toujours joyeuse, voire un peu folle. Son importance dans les jeux PSP influencera beaucoup BloodDrive ;
7. Mayu Suzumoto (16 ans) : Le jour du festival culturel était son dernier jour dans la Kisaragi Académie, alors quand Ayumi a proposé le charme de Sachiko à jamais elle était totalement d'accord, en sachant qu'elle souhaitait rester avec ses amis et surtout le garçon qu'elle surnomme « Shige-nii », à savoir Sakutaro. D'apparence enfantine, c'est une jeune fille pleine de vie et qui se fait facilement des amis ;
8. Sakutaro Morishige (17 ans) : Il est l'héritier d'une riche famille et ne supporte pas les jeux de mots sur son nom à part à Mayu qu'elle autorise à appeler par le surnom qu'elle lui a donné. Il a l'air froid et de nature antipathique mais il ferait n'importe quoi pour venir en aide à ses amis ;
9. Yui Shishido (23 ans) : elle est l'assistante du professeur principal des étudiants de la classe 2-9.

C'est avant tout un jeu d'exploration et de survie entrecoupé de scènes de dialogues. Le joueur doit résoudre des énigmes tout en évitant que des membres du groupe ne meurent. Le jeu possède plusieurs fins qui dépendent justement des personnages qui auront survécu à l'issue du périple. Bien que conçu sur RPG Maker, le jeu ne propose qu'une seule séquence de combat façon JRPG ; cette mécanique sera d'ailleurs abandonné dans les jeux suivants.
Les jeux suivants reprendront ce schéma, ajoutant de nouveaux personnages, étoffant l'histoire, améliorant les graphismes et introduisant de nouvelles mécaniques de jeu. À partir de Corpse Party : BloodCovered, les dialogues sont doublés avec des illustrations pleine page alors que les phases d'exploration conservent un côté rétro propre à RPG Maker. La narration est désormais organisée en chapitres ; pour certains jeux, comme BloodCovered ou Dead Patient, ces chapitres sont sortis de manière indépendante.

## Jeux vidéo officiels

### Corpse Party(PC-9801, 1996)
Le jeu originel développé avec l'éditeur RPG Tsukūru Dante 98 par Makoto Kedouin avec des musiques de Mao Hamamoto. Le jeu propose sept fins différentes, classées par rang (1 rang A, 3 rangs B, 1 rang C et 2 rangs D) qui s'obtiennent suivant quels personnages survivent à la fin de l'aventure.
Le jeu a remporté le second prix (et 5 millions de yens) lors du deuxième ASCII Entertainment software contest, un concours de jeux développés avec les éditeurs RPG Maker et organisé par la société ASCII Entertainment (société éditrice de RPG Maker).

### Corpse Party 2: Satsuki no Kokoro(PC-9801, abandonné)
Censé se passer après la fin Rang A du premier jeu, le jeu aurait été centré sur le personnage de Satsuki Mizuhara.
Prévu pour sortir en 1996, sa production fut arrêtée lorsque ASCII Entertainment sortit RPG Tsukūru Dante 98 II, la suite du premier du nom. Satsuki réapparaîtra 18 ans plus tard dans le jeu Corpse Party : Hysteric Birthday 2U.

### Corpse Party: New Chapter(mobile, 2009)
Remake et expansion du jeu originel à destination des téléphones mobiles. Le jeu comporte quatre chapitres.

### Corpse Party: BloodCovered(PC, 2008~2011)
Basé sur la version mobile, le jeu comporte 5 chapitres, chaque chapitre ayant été vendu séparément entre 2008 et 2011. Le jeu propose des illustrations en-jeu réalisées par Sakuya Kamishiro ainsi que des dialogues doublés. Chaque chapitre propose une vraie fin True End ainsi que des Wrong End s'apparentant à des Game Over. De plus les chapitres 4 et 5 proposent chacun une fin alternative nommés respectivement Extra End et Other End.

### Corpse Party: BloodCovered Repeated Fear(PSP, 2010)
Similaire à la version PC, les illustrations sont néanmoins refaites par Nino tandis que l'équipe des comédiens de doublage est complètement renouvelée. Cette version est généralement considérée comme le remake définitif du jeu originel, notamment parce que l'illustrateur et les doubleurs seront conservés pour les jeux suivants.
En 2011, Xseed Games porte le jeu pour le marché américain. En 2012 portage pour iOS est réalisé par Team GrisGris pour le marché japonais.

### Corpse Party: Book of Shadows(PSP, 2011)
Cet opus est la suite directe de la véritable fin de BloodCovered Repeated Fear. Les sept épisodes sont en fait soit des variations d'évènements s'étant produits dans les chapitres du jeu précédent, soit approfondissent certains personnages peu développés du précédent opus (en particulier Mayu Suzumoto, Sakutaro Morishige et Yui Shishido). À cela s'ajoute le dernier chapitre « Prologue : BloodDrive » qui est en fait effectivement le prologue pour le prochain jeu à suivre dans la série : Corpse Party: BloodDrive.
En 2013, Xseed Games réalise également le portage du jeu pour le marché américain.

### Corpse Party -THE ANTHOLOGY- Sachiko's Game of Love ♥ Hysteric Birthday 2U(PSP, 2012)
Ce dérivé, plus connu sous le nom Corpse Party 2 U, est en fait une anthologie de dix histoires comiques censées se passer le jour de l'anniversaire de la Fille en Rouge.
L'édition limitée du jeu s'accompagnait de l'OAV spéciale Corpse Party: Missing Footage.

### Corpse Party: BloodDrive(PS Vita, 2014)
D'après le prologue présent dans Book of Shadows, ce jeu fait directement suite à la vrai fin (« True End ») de Book of Shadows.

### Corpse Party 2: Dead Patient(PC, 2013~?)
Ce jeu se déroule à l'hôpital Amare Patriarcha Crucis avec une galerie de personnages complètement différent des précédents opus. Un seul chapitre de ce jeu est pour le moment paru. On retrouve de nouveau Sakuya Kamishiro pour les illustrations.

## Jeux vidéo non officiels

### Corpse Party -Rebuilt-
Réalisé par l'équipe Memories of Fear, ce jeu est en fait une traduction d'un portage du jeu originel sous RPG Maker XP nommé Corpse Party -Rebuilded et réalisé par un japonais inconnu. La version anglaise a choisi de changer le nom car rebuilded est une erreur de conjugaison, le participe passé de rebuild étant rebuilt.
Le jeu présente le même contenu que la version PC-9801, seuls les graphismes et la mécanique de jeu ont été améliorés.

### Corpse Party Zero
Le jeu originel contenait une correspondance épistolaire entre deux sœurs captives de l'école maudite. Corpse Party Zero prend le parti de raconter l'histoire de Kaori et Shiho Hasegawa, basée sur ces écrits. BloodCovered fera un clin d’œil à cette œuvre, ajoutant le nom de quatre personnages supplémentaires fréquentant le même lycée que les sœurs Hasegawa. Par la suite, un autre groupe d'amateur décida de faire un remake de ce jeu en élargissant l'histoire pour intégrer ces nouveaux personnages. Ce nouveau jeu connu sous le nom Corpse Party 0 ou Corpse 0/2 est encore à l'état de démo pour l'instant.

### Corpse Party Requiem
Jeu encore en développement.

### Corpse Party If
Cet opus prend place 8 ans après la fin rang C du jeu originel où seul Yoshiki aurait survécu. Désormais enseignant au lycée Kisaragi, sa vie défile lentement jusqu'à ce qu'il rencontre Akari Minamino, une lycéenne ayant une ressemblance troublante avec Ayumi.
Ce jeu a été réalisé avec RPG Maker 2000 par le collectif Amisogumi. Le jeu aura droit à un remake sous RPG Maker XP, toujours par la même équipe. Cette nouvelle mouture s'appelant Corpse Party If PAST END.

### Corpse Party -Cross Fear-
Autre jeu fondé sur Corpse Party et également réalisé par le collectif Amisogumi, il se déroule chronologiquement cinq ans après Corpse Party Zero et avant Corpse Party If.
On y retrouve Kaori Hasegawa qui est parvenu à s'échapper de l'école des Dieux Célestes mais reste traumatisée par la mort de sa sœur.

## Mangas

### Corpse Party: Blood Covered
Manga en 10 volumes publié par Square Enix, dessiné par Toshimi Shinomiy et scénarisé par Makoto et Kedouin, il retrace les évènements survenus dans BloodCovered Repeated Fear.

### Corpse Party: Musume
Manga en trois volumes dessiné par Mika Orie et écrit par Makoto Kedouin.
Ce manga est l'adaptation du jeu originel sur PC-9801 bien qu'il emprunte quelques éléments à son remake sur PSP.

### Corpse Party: Another Child
Manga dessiné par Shunsuke Ogata et scénarisé par Makoto Kedouin, il compte 3 volumes publié chez MAG Garden. L'histoire prend place dans l'univers de Corpse Party mais se focalise sur un nouveau groupe d'étudiants qui se retrouvent également piégés dans l'école des Dieux Célestes.

### Corpse Party: Book of Shadows
Manga en deux volumes dessiné par Mika Orie et écrit par Mekoto Kedouin et 5pb.
Adaptation du jeu éponyme, la narration ne suit pas le même ordre.

### Corpse Party: Sachiko's Game of Love ♥ Hysteric Birthday 2U
Manga dessiné par Tsubakurou Shibata et écrit par Makoto Kedouin et 5pb.
Dans la même veine que le jeu du même nom, il s'agit d'une anthologie regroupant diverses histoires comiques censés se dérouler lors de l'anniversaire de Sachiko.

### Corpse Party Cemetery0 ~The Creation of Ars Moriendi~
Manga dessiné par Ichihaya et écrit par Makoto Kedouin.
C'est l'adaptation du light novel Corpse Party Cemetery0.

### Magi-Cu 4-Koma: Corpse Party
Manga Yonkoma publié par Enterbrain qui regroupe des strips humoristiques de nombreux auteurs.

## Light Novel

### Corpse party Cemetery0
Un light novel en deux volumes aux éditions Takeshobo écrit par Makoto Kedouin et illustré par Ichihaya.
L'histoire se focalise sur le personnage de Naho Saenoki et fait office de préquelle aux évènements décrits dans les jeux.

## Animé

### Corpse Party: Missing Footage
Cet OAV est en fait une compilation de scénettes servant de prologue aux évènements qui vont se produire dans Tortured Souls. Elle était exclusivement distribuée avec l'édition limitée de Corpse Party : Hysteric Birthday 2 U.
Introduisant une nouvelle fin résultant de l'assemblage de diverses Wrong Ends.

## Films
Sont sortis deux films sur la série : un en 2015 et intitulé Corpse Party tout court, sortit en août 2015 et un autre intitulé Corpse Party (book of shadows) et lui sortit également mais en juillet de l'année suivante.